# Naturschutzgebiet Gericht

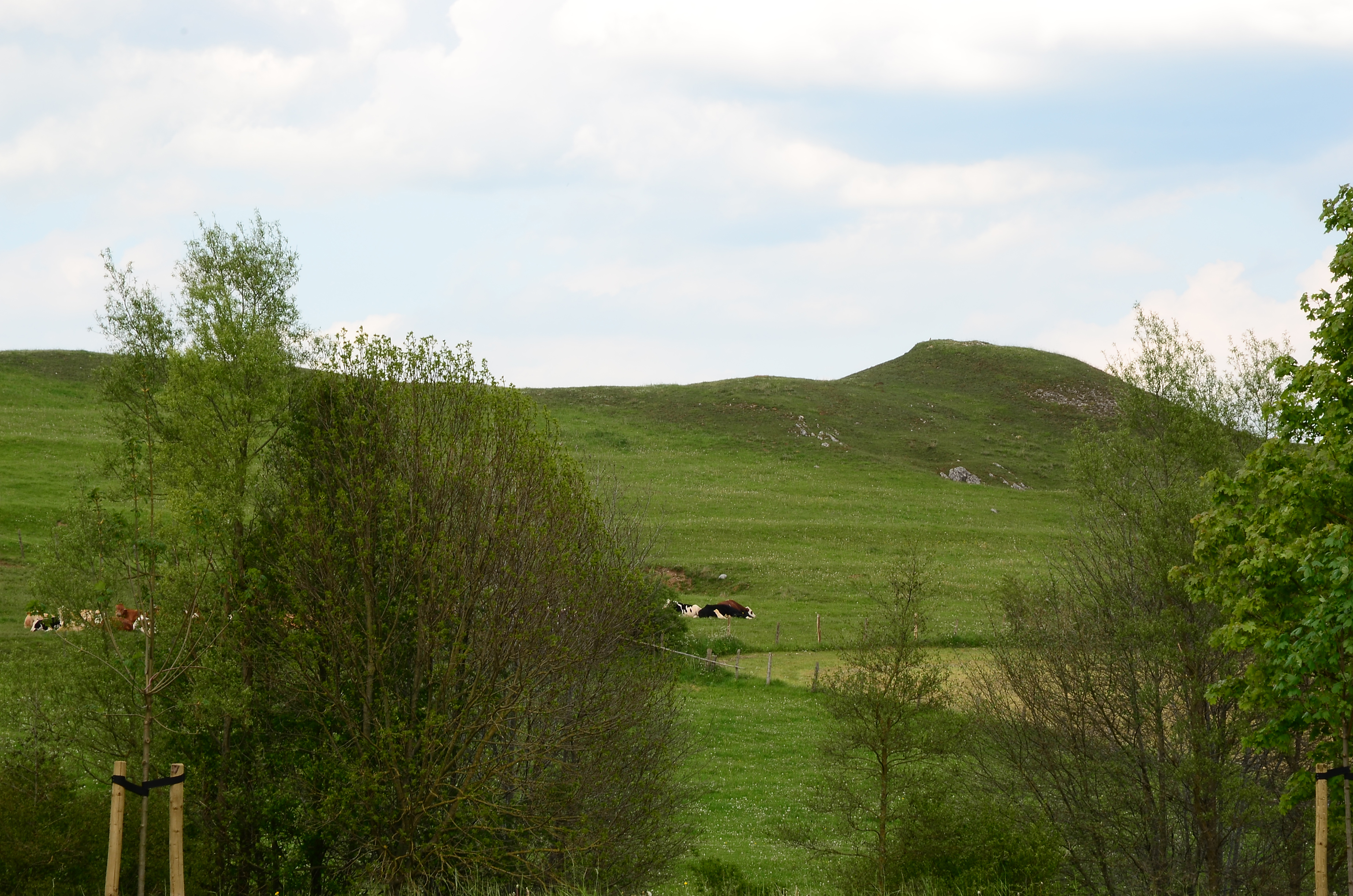
Naturschutzgebiet Gericht

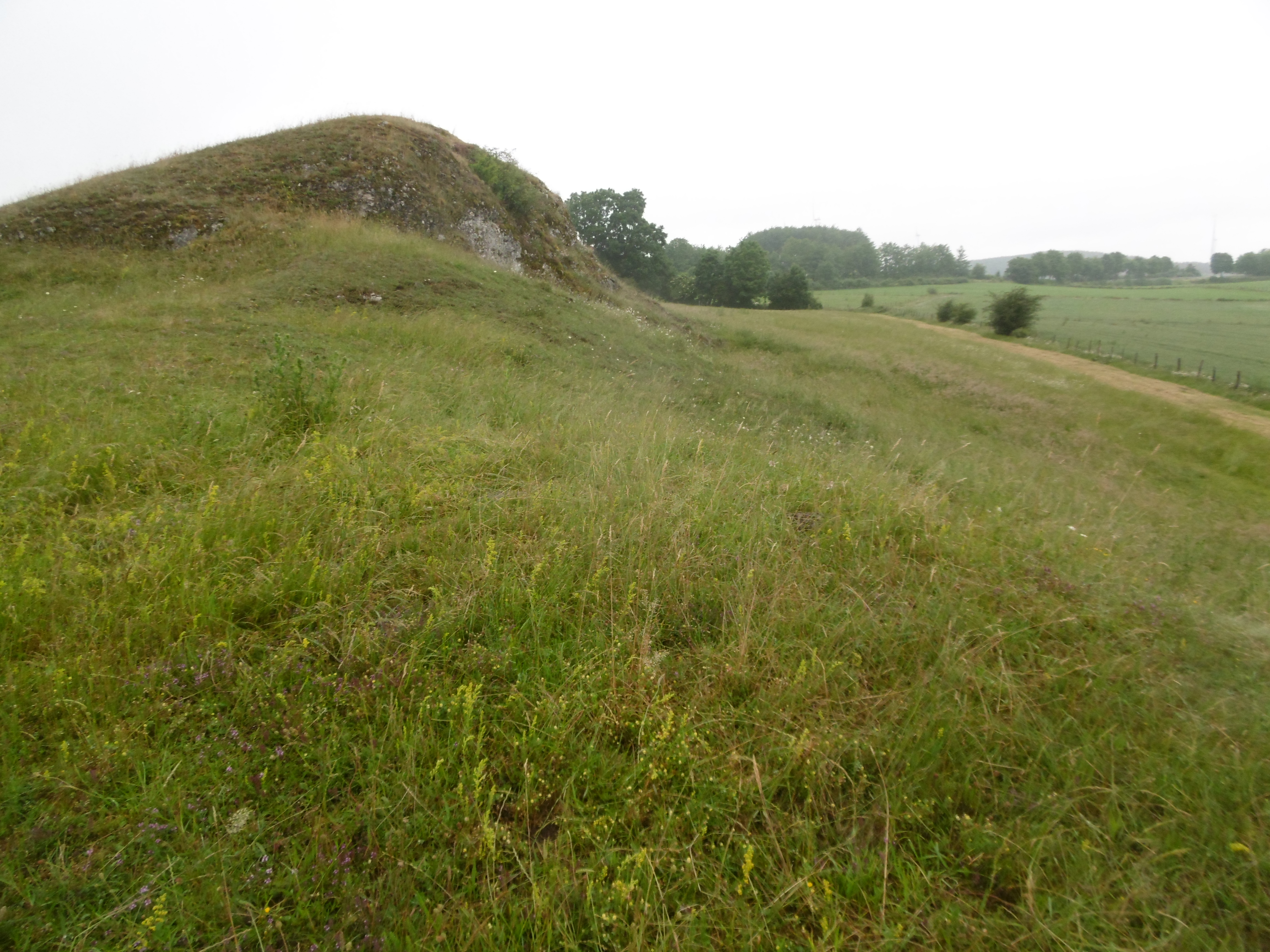
Höchste Kuppe im NSG

Das Naturschutzgebiet Gericht mit einer Größe von 2,43 ha liegt westlich von Brilon. Das Gebiet wurde 2008 mit dem Landschaftsplan Briloner Hochfläche durch den Hochsauerlandkreis als Naturschutzgebiet (NSG) ausgewiesen. Es ist eines von 31 Naturschutzgebieten in Brilon, welche zur Gruppe der Kalkkuppen mit speziellen Verboten gehören. Das NSG gehört zum FFH-Gebiet Kalkkuppen bei Brilon (DE 4617-303). Das NSG ist umgeben vom Landschaftsschutzgebiet Grünlandverbund Aa.

## Gebietsbeschreibung
Beim NSG handelt es sich um die Bergkuppe Gericht. Am Gericht erreicht der Felsen eine Höhe von etwa sechs Meter. Im NSG befinden sich nur Fels- und Grünlandbereiche. Zum Grünland gehören auch Magerrasen.
Es wurden durch das Landesamt für Natur, Umwelt und Verbraucherschutz Nordrhein-Westfalen Pflanzenarten wie Acker-Hornkraut, Aufgeblasenes Leimkraut, Braunstieliger Streifenfarn, Dornige Hauhechel, Echtes Labkraut, Frühlings-Hungerblümchen, Gänseblümchen, Gelbes Sonnenröschen, Gewöhnliches Ferkelkraut, Kleine Bibernelle, Kleiner Odermennig, Kleiner Wiesenknopf, Kleines Habichtskraut, Mauerraute, Mittlerer Wegerich, Rundblättrige Glockenblume, Schafschwingel, Wiesen-Goldhafer und Zerbrechlicher Blasenfarn nachgewiesen.

## Schutzzweck
Im NSG sollen die Fels- und Grünlandbereiche geschützt werden. Wie bei allen Naturschutzgebieten in Deutschland wurde in der Schutzausweisung darauf hingewiesen, dass das Gebiet „wegen der Seltenheit, besonderen Eigenart und Schönheit des Gebietes“ zum Naturschutzgebiet wurde. Der Landschaftsplan führt zum Schutzzweck auf: „Erhaltung eines artenreichen Fels- und Magerweidenstandortes als Lebensraum von tlw. seltenen und gefährdeten Pflanzenarten sowie als wichtige Teilfläche im regionalen Verbund ähnlicher Biotopstrukturen; dauerhafte Sicherung einer extensiven Grünlandnutzung auf ungünstigen Standorten durch Vertragsangebote zur Erhaltung dieses Biotopmosaiks; Sicherung der Kohärenz und Umsetzung des europäischen Schutzgebietssystems ‚Natura 2000‘.“

## Verbote
Zu den normalen Verboten in Naturschutzgebieten kommen beim NSG Gericht wie bei den anderen 30 Kalkkuppen zusätzliche Verbote hinzu. Es ist verboten, die Briloner Kalkkuppen zu düngen, zu walzen und zu schleppen. Es dürfen nicht mehr als zwei Großvieheinheiten pro Hektar gleichzeitig weiden. Ferner darf erst ab dem 1. Juli eines Jahres gemäht werden.